# Sonnois
Sonnois és una comarca de França de la regió de la Normandia que va constituir una senyoria des de finals del segle ix fins que fou incorporada a la corona el 1589.